# Otto Lange (Maler, 1879)

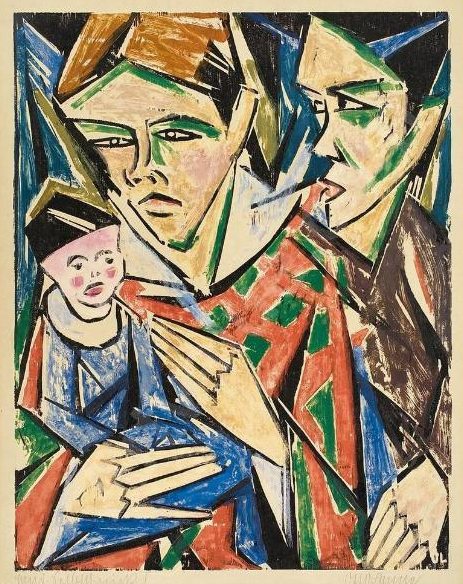
Mädchen mit Puppe – Otto Lange, 1917

Otto Lange (* 29. Oktober 1879 in Dresden; † 19. Dezember 1944 ebenda) war ein deutscher expressionistischer Maler und Graphiker.

## Leben
Nach einer Lehre als Dekorationsmaler wurde er Schüler der Kunstgewerbeschule in Dresden und studierte danach an der Kunstakademie bei Otto Gussmann. Von 1915 bis 1919 war er Lehrer an der Kunstgewerbeschule in Bromberg. Seit 1919 lebte er in Dresden und gehörte zur Dresdner Sezession Gruppe 1919, ab 1921 war er Mitglied des Akademischen Rates Sachsens.
1925 wurde er von Karl Hanusch als Professor an die Staatliche Kunstschule für Textilindustrie Plauen (Vogtland) berufen. 1926 malte er die Luther-Kirche in Ellefeld/Vogtland aus. Nach seiner Amtsenthebung durch die Nationalsozialisten 1933 arbeitete er als freischaffender Künstler in Dresden. 
In der Zeit des Nationalsozialismus wurde Otto Lange obligatorisch Mitglied der Reichskammer der bildenden Künste. Es ist aber lediglich 1933 seine Teilnahme an der Ausstellung Deutscher Künstlerbund. Erste Ausstellung in Magdeburg und Saarbrücken belegt. 1937 wurde im Rahmen der deutschlandweiten konzertierten Aktion „Entartete Kunst“ eine große Anzahl von Bildern Langes aus dem Kupferstichkabinett Berlin, der Kunsthalle Bremen, der Städtischen Kunstsammlung und der Kunsthütte Chemnitz, dem Hessischen Landesmuseum Darmstadt, der Gemäldegalerie, dem Stadtmuseum und dem Kupferstichkabinett Dresden, den Kunstsammlungen der Stadt Düsseldorf, dem Museum für Kunst und Heimatgeschichte Erfurt, dem Städelschen Kunstinstitut und Städtische Galerie Frankfurt/Main, den Kunstsammlungen der Universität Göttingen, der Kunsthalle Hamburg, der Hansischen Hochschule für bildende Künste Hamburg, der Kunsthalle zu Kiel, dem Museum der bildenden Künste Leipzig, der Städtischen Kunsthalle Mannheim, dem Staatlichen Museum Saarbrücken, dem Stadtmuseum Ulm, der Städtischen Bildergalerie Wuppertal-Elberfeld und dem König-Albert-Museum Zwickau beschlagnahmt und bis auf wenige Ausnahmen danach vernichtet. 1938 wurden zwei seiner Bilder auf der Berliner Ausstellung Entartete Kunst gezeigt. Mit dem anbrechenden Krieg und dem Stigma des entarteten Künstlers gelang Lange der große künstlerische Durchbruch nicht mehr, obwohl seine Arbeiten bereits in den 1920er Jahren geschätzt waren.
Lange hinterließ ein umfangreiches druckgraphisches Werk. Seine Themen reichen von religiösen Darstellungen über Stillleben bis hin zu Buchillustrationen (Van Zantens glückliche Zeit, 1919/1920). Dabei sind sowohl seine aquarellierten Monotypien wie auch insbesondere die Hochdrucke hervorzuheben. Langes Formensprache und Stilistik ist eindeutig dem Expressionismus zuzuordnen. Im Gegensatz zu anderen expressionistischen Holzschneidern arbeitete Lange aber überwiegend in der sehr aufwändigen Technik des Farbhochdrucks. Meist druckte Lange seine Arbeiten nicht mit einer Presse, sondern fertigte Handabriebe an, nachdem er den Druckstock statt mit der Walze mit dem Pinsel eingefärbt hatte.

## Museen und öffentliche Sammlungen mit Werken Langes (unvollständig)
- Albstadt:  Kunstmuseum Albstadt
- Berlin: Neue Nationalgalerie[2]
- Dresden: Galerie Neue Meister[3]
- Dresden: Kupferstichkabinett[3]
- Halle (Saale): Kunstmuseum Moritzburg

## Ausgewählte Werke

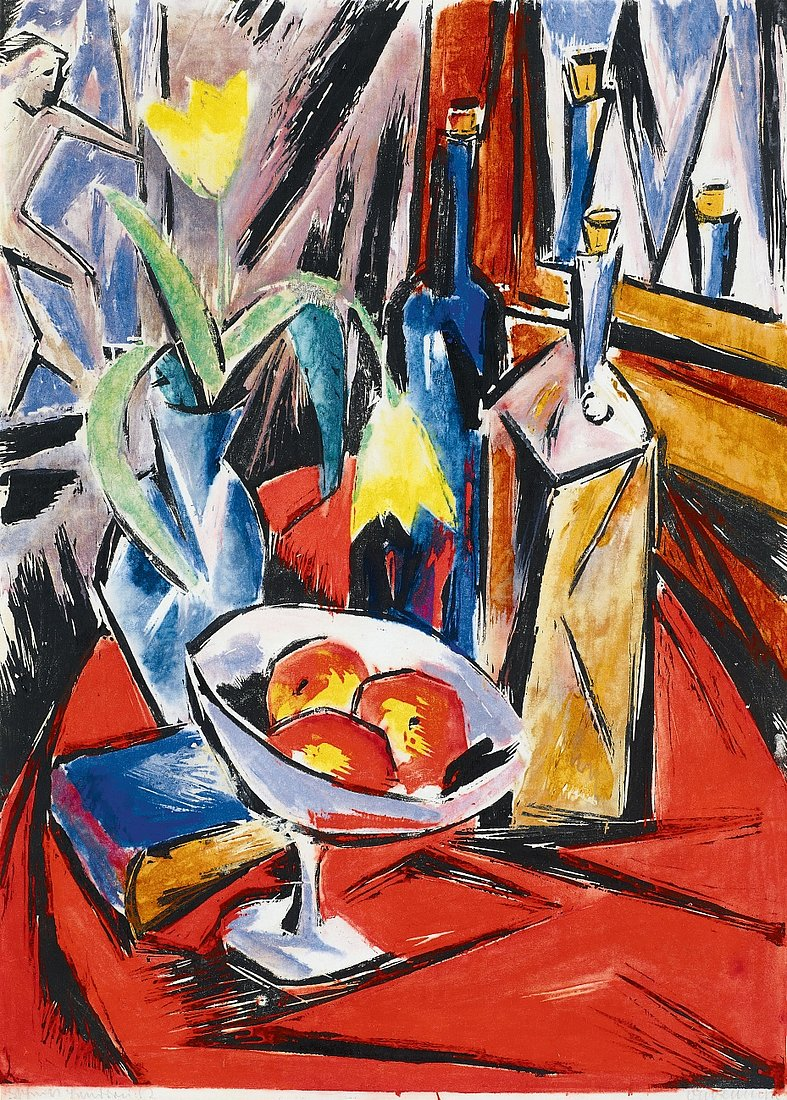
Farbholzschnitt, Stillleben mir roter Decke, 1916.
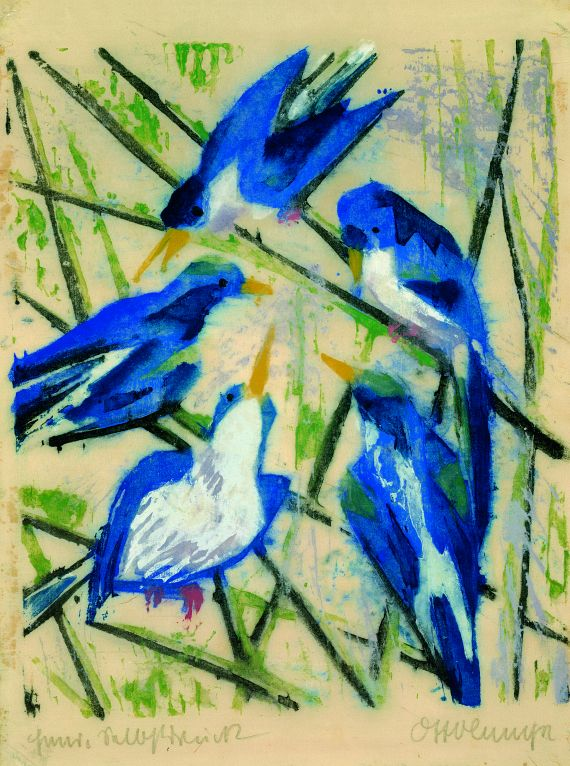
Farbholzschnitt, Blaue Vögel, 1916.
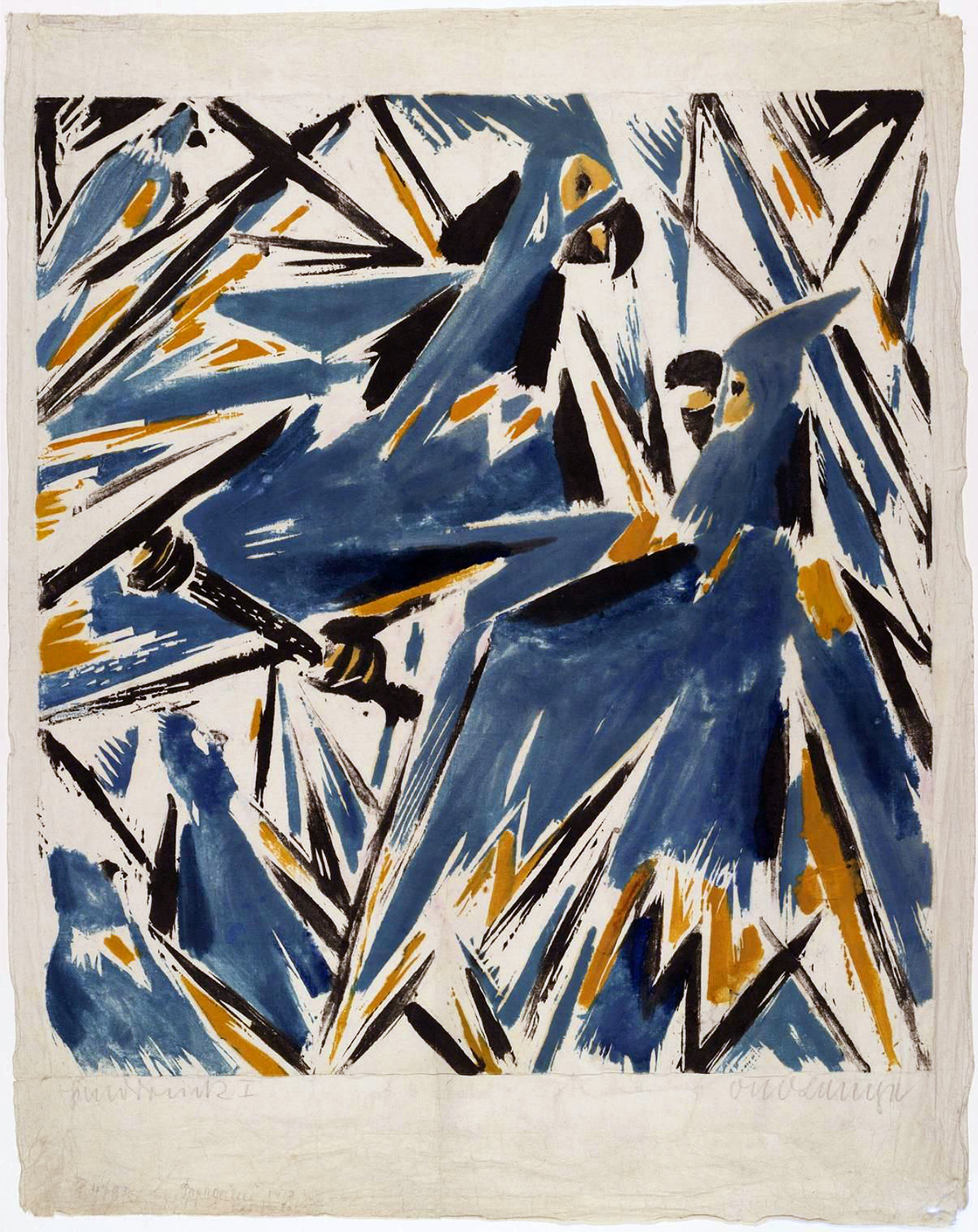
Farbholzschnitt, Papageien, 1917.
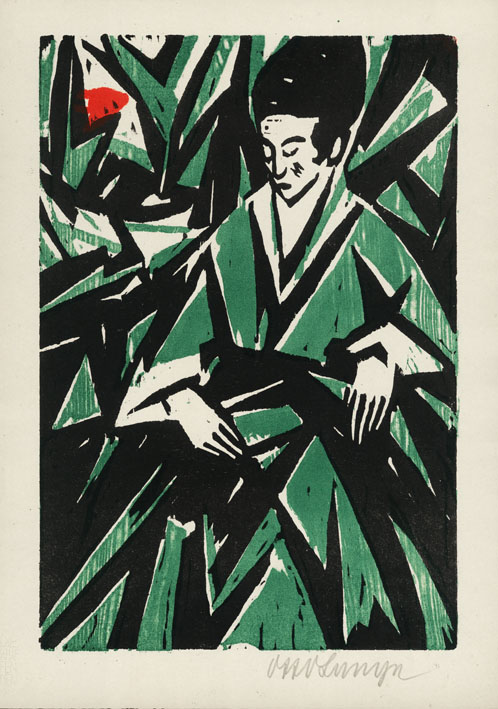
Farbholzschnitt, Dame in Grün, 1918.
Plakat zur Kunstausstellung 1925 in Dresden.

## Postume Ausstellungen (unvollständig)
(Quelle: )
- 1948: Radebeul, Haus der Kunst (Dresdner Impressionisten)[5]
- 1983: Albstadt, Städtische Galerie (Aquarelle, Holzschnitte, Radierungen, Lithographien. Eigenbesitz aus der Stiftung „Sammlung Walther Groz“)
- 2006: Albstadt, Städtische Kunstsammlung (Gussmann, Lange, Dix. Albstadts Dresdner Kunst)
- 2011: Reutlingen, Städtisches Kunstmuseum Spendhaus Reutlingen, und Pirna, Stadtmuseum (Mit Leidenschaft ins Holz gerissen. Der Dresdner Expressionist Otto Lange)